# Керганы
 Керганы  — деревня в Шарангском районе Нижегородской области в составе  Старорудкинского сельсовета .

## География
Расположена на расстоянии примерно 25 км на юг от районного центра посёлка Шаранга.

## История
Известна с 1891 года как починок Керганский (Троепрудский), где было в 1905 году дворов 45 и жителей 289, в 1926 (Керганы или Три Пруда) 72 и 361, в 1950 (Керганы) 69 и 267.

## Население
Постоянное население составляло 16 человек (русские 100%) в 2002 году, 4 в 2010.